# Vincenzo Albrici
Vincenzo Albrici (Roma, Italia, 26 de junio de 1631 - Praga, República Checa, 8 de agosto de 1696) fue un compositor italiano, hermano de Bartolomé y sobrino de Fabio y Alessandro Costantini.
Albrici era el hijo de un cantante que se estableció, en Roma. En 1641 fue alumno de Giacomo Carissim en el Colegio Germánico te Hungaricum. En 1647 era organista en Santa Maria in Vallicella. En 1652 fue invitado por Alessandro Cecconi y comenzó a trabajar para la reina Cristina de Suecia, mientras ésta permaneció en Roma en (1660), junto con su hermano, que se unió el coro de niños. Su padre, cantante de tesitura alto, cantó el Padrenuestro en sueco cuando la reina abdicó en 1654. Albrici aún permanecía en Estocolmo, cuando Karl X Gustavo se convirtió en rey. Más tarde fue organista en Dresde (1664), de Santo Tomas de Leipzig (1680), y director de música sacra en Praga, hasta su muerte.
Entre sus obras figuran un Te Deum, misas, cantatas y motetes.